# Newbridge
53°10′50″N 6°47′45″V / 53.18056°N 6.79583°V
Newbridge (Irsk: Droichead Nua) er en irsk by i County Kildare i provinsen Leinster, i den centrale del af Republikken Irland med en befolkning (inkl. opland) på 18.520 indb i 2006 (16.739 i 2002)